# 4496 Kamimachi
4496 Kamimachi este un asteroid din centura principală, descoperit pe 9 decembrie 1988 de Tsutomu Seki.